# Associazione Calcio Femminile Centomo Verona 1992-1993
Questa voce raccoglie le informazioni riguardanti la Associazione Calcio Femminile Centomo Verona nelle competizioni ufficiali della stagione 1992-1993.

## Rosa
Rosa della squadra all'inizio della stagione.
| N. |                   | Ruolo | Calciatore           |
| -- | ----------------- | ----- | -------------------- |
|    | Italia (bandiera) | P     | Elena Bon            |
|    | Italia (bandiera) | D     | Michela Boccagni     |
|    | Italia (bandiera) | D     | Alessandra Lezzi     |
|    | Italia (bandiera) | D     | Silvana Monchera     |
|    | Italia (bandiera) | D     | Erika Perbellini     |
|    | Scozia (bandiera) | C     | Catherine Casey      |
|    | Italia (bandiera) | C     | Valentina Melchiorri |

| N. |                   | Ruolo | Calciatore            |
| -- | ----------------- | ----- | --------------------- |
|    | Italia (bandiera) | C     | Patrizia Monese       |
|    | Italia (bandiera) | C     | Deborah Montagnani    |
|    | Italia (bandiera) | C     | Marina Pellizzer      |
|    | Italia (bandiera) | A     | Monia Gazzaroli       |
|    | Italia (bandiera) | A     | Maria Grazia Pegoraro |
|    | Italia (bandiera) | A     | Marina Richter        |
|    | Italia (bandiera) | A     | Laura Rizzotti        |